# Antheua vittata
Antheua vittata är en fjärilsart som beskrevs av Walker 1855. Antheua vittata ingår i släktet Antheua och familjen tandspinnare. Inga underarter finns listade i Catalogue of Life.